# دورا
دورا هي مدينة فلسطينية، ومركز منطقة دورا. تقع في الضفة الغربية التابعة للسلطة الفلسطينية ضمن محافظة الخليل ويبعد مركزها عن وسط الخليل 7 كيلومترات ورغم ذلك فهي متصلة عمرانياً بمدينة الخليل منذ نهاية التسعينيات عبر قرية سنجر، نظرا لموقعها الجبلي فيختلف ارتفاعها بين كل منطقة والاخرى لكن النسبة الوسطية هي 898 م عن سطح البحر. يبلغ عدد سكانها 42,174 نسمة حسب إحصاء 2020.

## التاريخ
اسم دورا مأخوذ من «دور» وهو اسم كنعاني بمعنى مسكن والاسم القديم لها هو «أدورايم (Adoraim)» بمعنى التلين أو المرتفعين، وفي العهد الروماني ذكرت باسم (Adora) وقد اشتهرت منذ القدم بكرومها وعنبها الذي عرف بـ (الدوري).
جذور بلدة دورا عميقة في التاريخ حيث أقام فيها الكنعانيون قبل حوالي (5000) عام؛ فدلت الحفريات في تل بيت مرسم على الحضارة والديانة الكنعانية حيث وجدت لوحات فخارية تدل على ذلك، وفي عام 586 ق.م دمر «نبو خذ نضر الكلداني» بيت مرسم بعد أن قام بتدمير مدينة القدس، احتل الفرس دورا وأجزاء من فلسطين عام (332 ق.م)، أما في العهد الروماني 63 ق.م -636 فقد تم تقسيم البلاد إلى خمس مقاطعات وجعلت دورا عاصمة منطقة «أدوميا»، كذلك في الفترة العثمانية تدل الوثائق على أن دورا ثارت في وجه إبراهيم باشا الذي تمرد على السلطان الشرعي بتحريض وتمويل من فرنسا.

## الجغرافيا

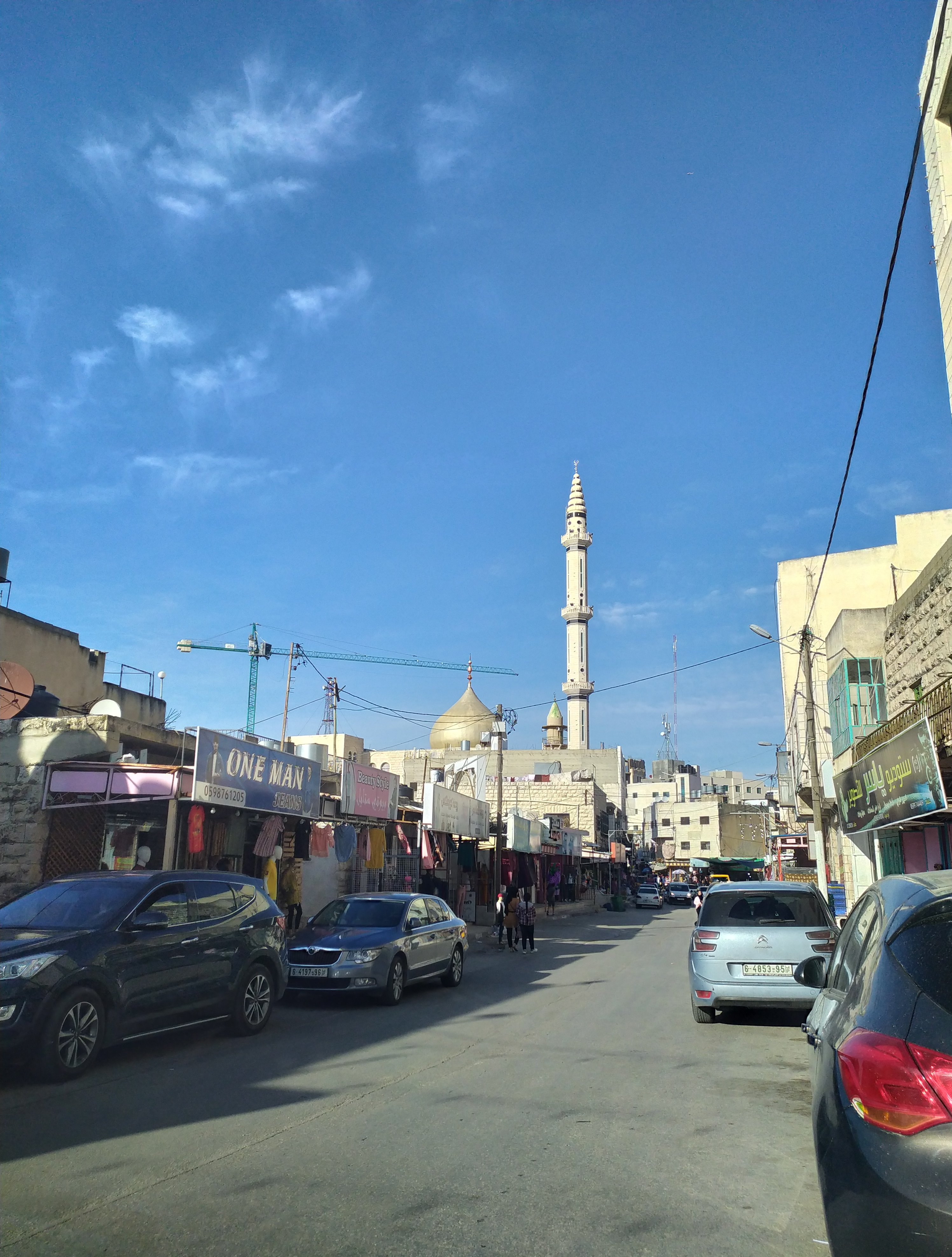
مسجد دورا الكبير، وسط المدينة

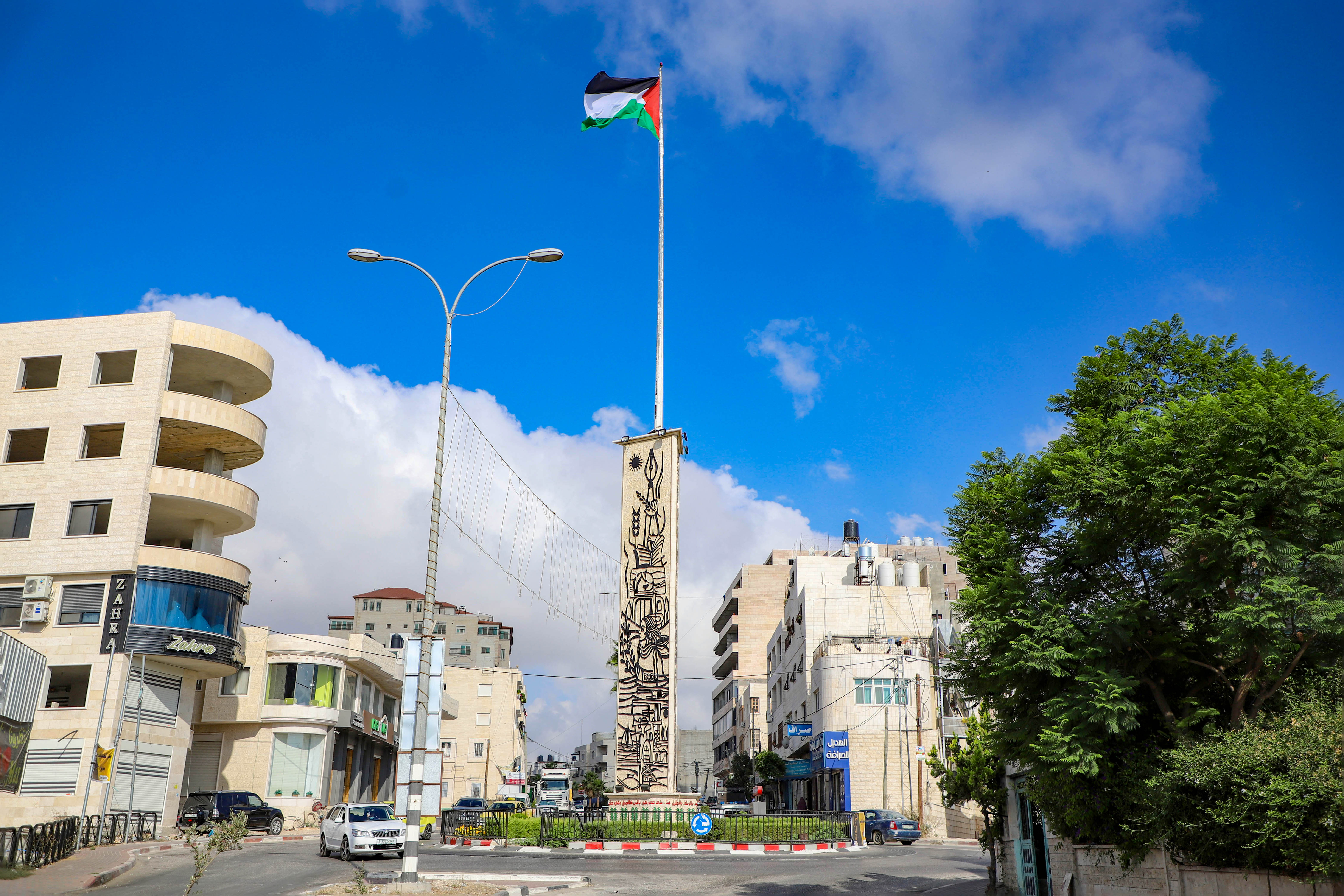
دوار العلم الفلسطيني

تقع مدينة دورا 31°30′27″N 35°01′39″E / 31.50750°N 35.02750°E على ارتفاع يتراوح بين 800-900 متر فوق مستوى سطح البحر، 100 متر أعلى من مدينة القدس. وتقع في الجزء الجنوبي من سلسلة جبال الخليل على بعد 7 كم إلى الجنوب الغربي من مدينة الخليل. تقدر المساحة الكلية مع قراها بـ 240,704 دونم قبل الاحتلال عام 1948م.
تمتد البلدة نفسها من سنجر شرقا إلى وادي نزار غربا ومن كريسة شمالا إلى واد الماجور وخرسا جنوبا وأما امتدادها مع القرى والخرب فهو كبير جدا يصل حتى الخط الأخضر غرباً ومن القرى التي تقع على الخط الغربي قرية طواس، المجد، دير العسل التحتا، بيت عوا، دير سامت، الكوم، بيت مرسم، البرج.

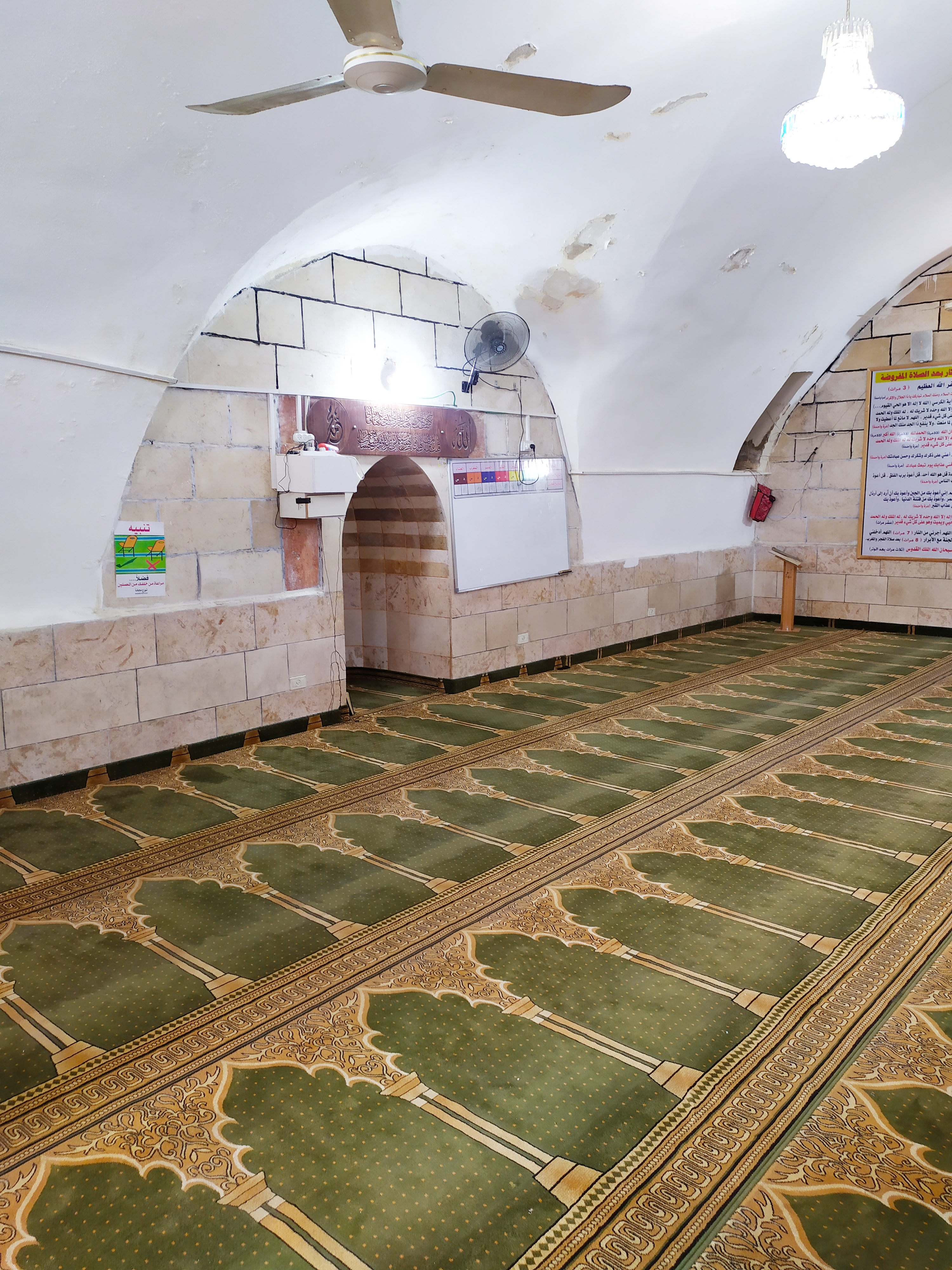
الجامع العمري من الداخل، أحد أقدم المساجد والمعالم التاريخية في دورا

يحد دورا من الشرق مدينة الخليل وسنجر اما من الجنوب الشرقي مدينة يطا ومخيم الفوار، ومن الغرب بيت عوا وديرسامت والسيمياء والخط الأخضر والجدار العازل، ومن الشمال كريسة وتفوح اما من الشمال الغربي بلدة اذنا وبلدة ترقوميا أما من الجنوب بلدة الظاهرية وبلدة السموع.

### المناخ
مناخ دورا يتأثر بمناخ فلسطين الذي بأنه جاف وحار صيفاً ومعتدل وماطر شتاءً، ومناخ دورا رغم صغرها يتباين تبعاً للتضاريس، الرياح التي تهب على دورا هي الرياح الجنوبية الغربية التي تجلب المطر إضافة إلى الرياح الشرقية التي تكون بادرة وجافة شتاءً، أما فيما يتعلق بالأمطار فإن معدلات لتساقط متفاوتة تبعاً لتضاريس المنطقة الجغرافية والتي تعتبر جزء من محافظة الخليل حيث أن أمطار ظهر الهضبة في دورا تتراوح ما بين (400-600 ملم) سنوياً، أما منحدرات الجنوب فتتراوح ما بين 300-400 ملم سنوياً والشمال أمطاره بين 300-400 ملم، والمنطقة الجنوبية من التلال 250-300 ملم سنوياً، أما المنطقة المحاذية لشمالي النقب فتتراوح بين 150-250 ملم سنوياً.

## السكان
بناءً على الإحصاء الذي قامت به السلطة الوطنية الفلسطينية 2020 فعدد سكان مدينة دورا دون قراها يصل إلى 42,174 نسمة.

### عدد السكان
| سنة التعداد | عدد السكان | ملاحظة            |
| ----------- | ---------- | ----------------- |
| 1922        | 5834       | دورا مع قراها     |
| 1931        | 7255       | دورا مع قراها     |
| 1945        | 9700       | دورا مع قراها     |
| 1967        | 4954       | "دورا" بدون قراها |
| 1997        | 15494      | "دورا" بدون قراها |
| 2007        | 27556      | "دورا" بدون قراها |
| 2016        | 37331      | "دورا" بدون قراها |

### بعض قرى دورا
- بيت عوا تقع إلى الغرب من مدينة دورا. ترتفع 456 مترا عن سطح البحر، بلغ عدد السكان فيها 10,649[10] حسب تقدير عام 2016؛ وبذلك تعد أكبر قرى دورا سكاناً بعد مدينة دورا.
- دير سامت تقع شمال بيت عوا، كان بها عام 1961 م: (808) نسمة، أما عام 2016 فقدر عدد السكان بـ 8,237 نسمة[10] بناءً على نتائج إحصاء 2007.
- تجمع قروي الكوم-المورق-بيت مقدوم-حمصة يقع في الجزء الغربي الشمالي من منطقة دورا، يرتفع 450 م عن سطح البحر ويبلغ التعداد السكاني فيها 3,391 نسمة[10] حسب تقدير عام 2016م.
- السيمياء تقع غرب مدينة دورا، في إحصاء عام 1961، ذكر مصطفى مراد الدباغ كان بها (196) نسمة[11]، وفي الإحصاء الفلسطيني عام 1997,بلغ (1225) نسمة.
- كرمة تقع جنوب دورا، على طريق الخليل الظاهرية. بلغ عدد سكانها عام 1961م 223 نسمة أما عام 2016 فقدر عدد السكان بـ 1,830 نسمة[10] بناءً على نتائج إحصاء 2007.
- البرج تقع جنوب غرب دورا حيث تبعد عن دورا حوالي 28 كم. وتعرف أيضا باسم برج القلعة وقد سميت بهذا الاسم نسبة إلى برج القلعة الذي كان أعلى القلعة التي تقع فيها.
- المجد تقع في الجنوب الغربي من دورا حيث تبعد عن دورا حوالي 16 كم. تشتهر بزراعة الحبوب.
- دير العسل الفوقا تقع في الجنوب الغربي من دورا حيث تبعد عن دورا حوالي 17 كم. وهي المركز التجاري للخطوط الأمامية وتشتهر بالعكوب.

## الاقتصاد
إحصائيات البلدية تشير إلى ان 60% من القوة العمالية في المدينة تعمل داخل الخط الأخضر، يأتي الموظفون (في القطاع الخاص والعام) بعدهم في الترتيب بنسبة 25% اما القطاع الزراعي بنسبة 9% والتجاري 5% وهناك نسبة أقل تعمل في الصناعة.
أسباب توجه نسبة كبيرة من العمال إلى العمل داخل الخط الأخضر هي البطالة المنتشرة وقلة الوظائف ومع ذلك يعاني العاملون في إسرائيل من اضطهاد وعنصرية قد تصل في بعض الاوقات إلى عنف جسدي

### الزراعة

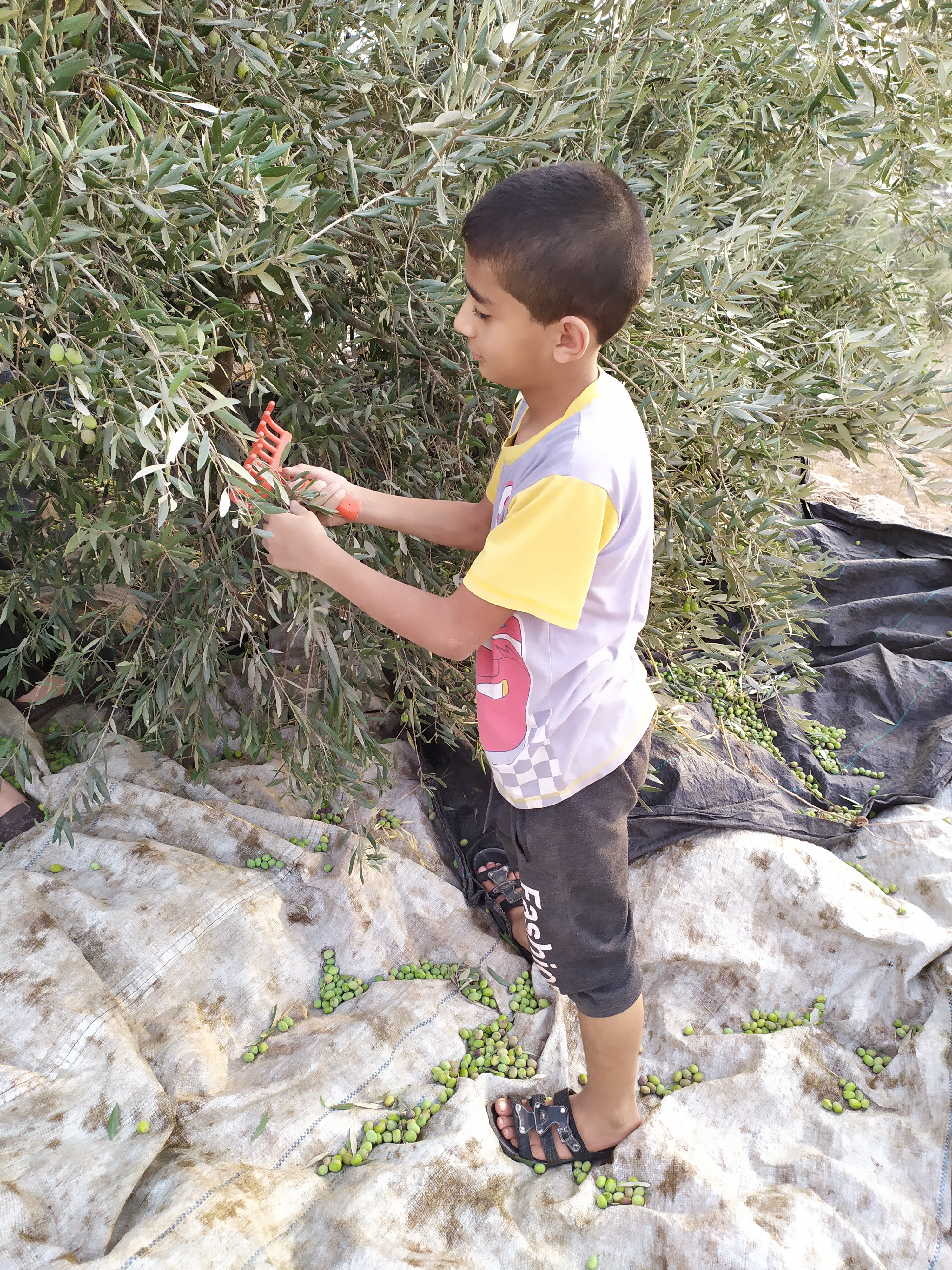
قطف ثمار أشجار الزيتون في أراضي مدينة دورا جنوب الضفة الغربية

تنتشر الزراعة في مدينة دورا بشكلين هما الزراعة الجبلية والزراعة السهلية وهي الغالبة، تنتشر السهول في شرق وجنوب المدينة كواد أبو قمرة ووادي الماجور. تقدر المساحة المجملة للأراضي الزراعية 6,912 دونم ورغم تنوع المحاصيل يأتي القمح كأكثر شيء مزروع، وتزرع الأشجار المثمرة منها العنب والتين والرمان وينتشر الزيتون في أراضيها الواسعة.

### الصناعة
الصناعة هي أجدد وأصغر مجال اقتصادي موجود في المدينة فيوجد مصنع للنسيج ومصنع للورق واخر للأدوية.

## صور

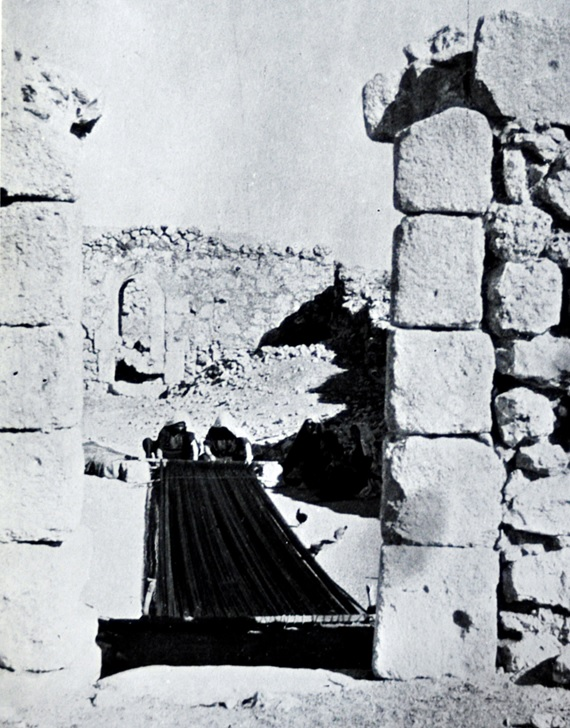
نساء في دورا ينسجن السجاد
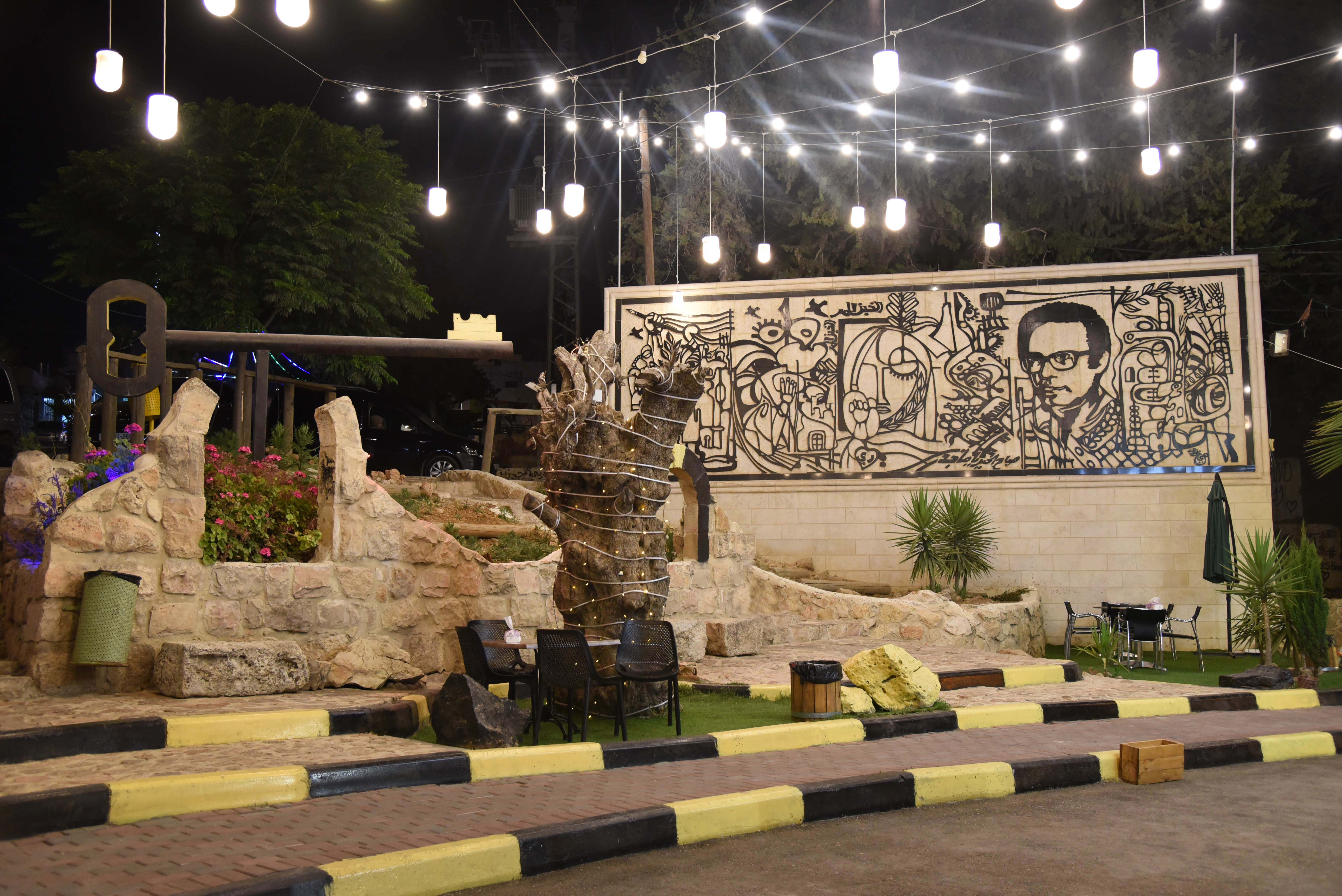
جدارية ماجد أبو شرار
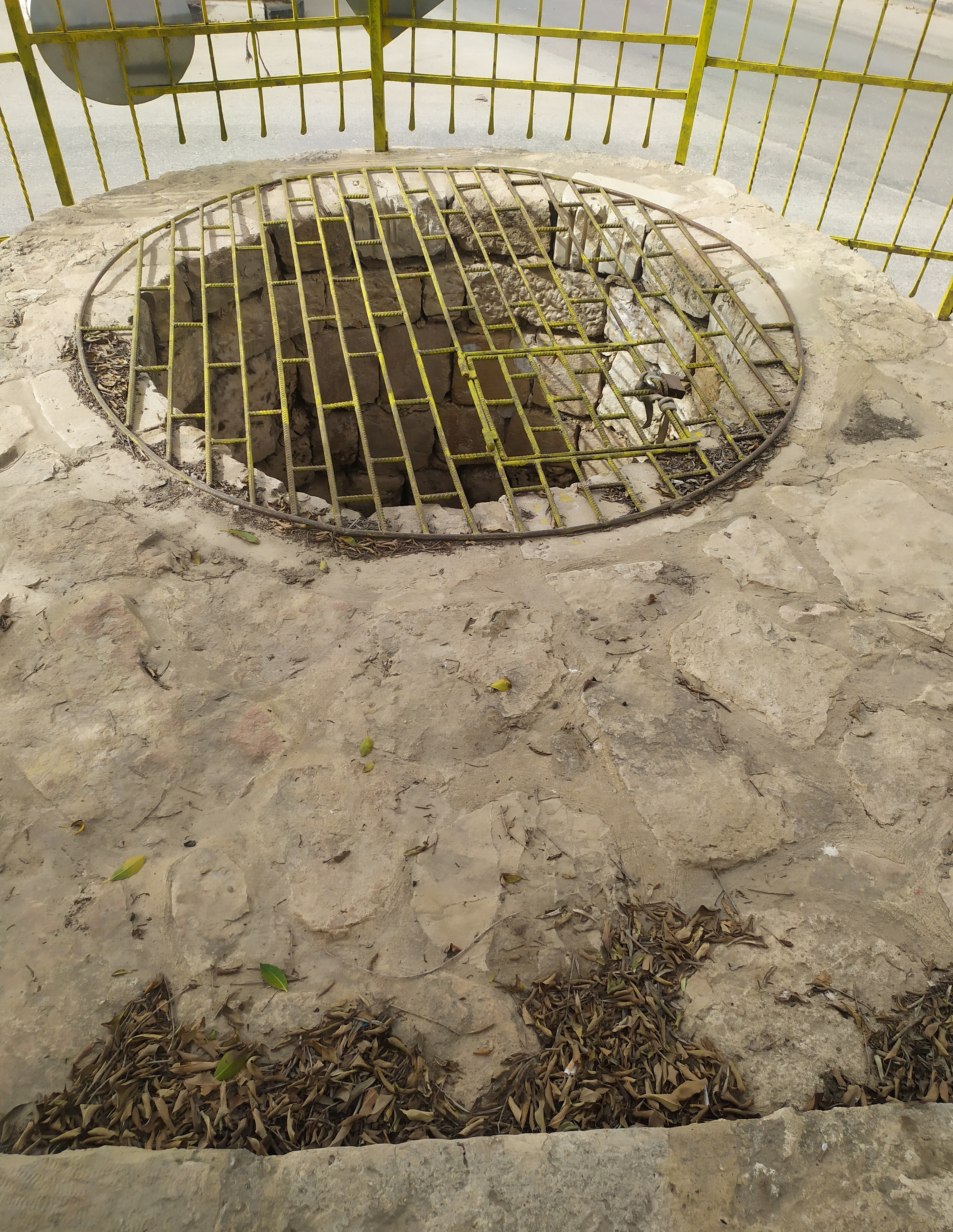
البير الغربي في دورا، أحد الآبار التاريخية القديمة
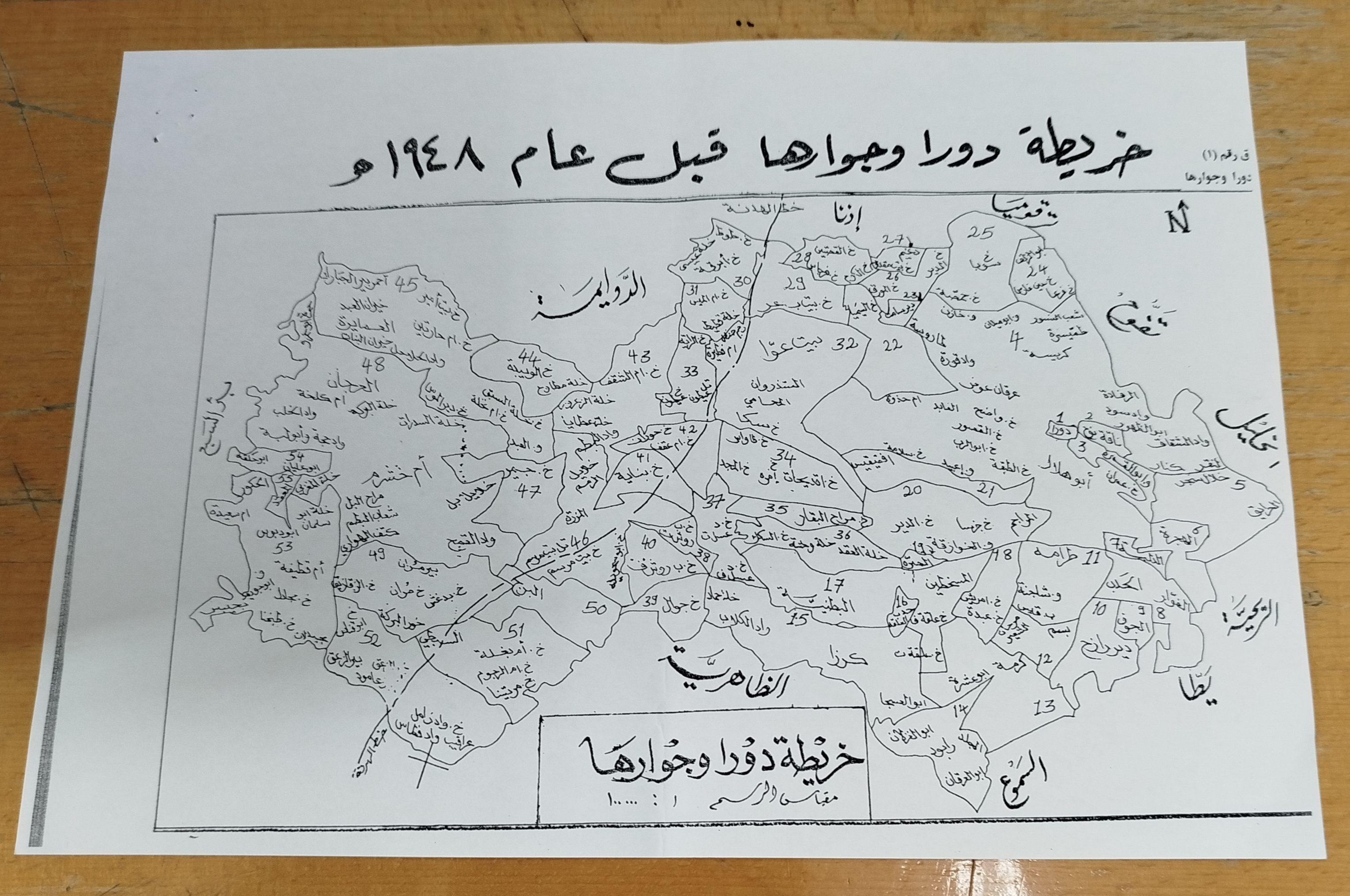
خريطة مدينة دورا وقراها قبل عام 1948، تضم القرى والخرب والحدود